# Бен и ја
Бен и ја је цртани филм од две ролне у продукцији студија Волт Дизни. Премијерно је приказан 10. новембра 1953. и заснован је на дечјој књизи Роберта Лосона, која је први пут објављена 1939. И филм и књига обрађују причу о црквеном мишу и Бенџамину Френклину, али се цртани филм мање ослања на стварне историјске догађаје и личности. Америчка академија је филм номиновала за Оскара за најбољи кратки анимирани филм.
Филм је синхронизован на српски језик и током деведесетих често је приказиван на Радио телевизији Србије.

## Радња
Док група радозналих туриста посматра статуу Бенџамина Френклина, почиње прича o значају црквеног миша Амоса у животу чувеног Бенџамина Френклина. Испричана из Амосове перспективе, у форми његових сећања, прича открива како је сићушни миш први пут срео Френклина и спријатељио се, а потом му помагао у издаваштву, изумима и политичкој каријери. Међу Амосовим заслугама, представљени су и проналазак бифокалних наочара, пећи и новог концепта за Бенов магазин Пор Ричардс Улманах.
Након Френклинових експеримената са електрицитетом, који су Амоса замало коштали живота, њих двојица се раздвају, али се поново срећу у јеку Америчке револуције, када Амос помаже Томасу Џеферсону да напише Декларацију независности.

## Аниматори
- Оливер Џонстон
- Волфганг Рајтерман
- Џон Лаунсбери
- Клиф Нордберг
- Марвин Вудвард
- Хју Фрејзер
- Ерик Кливорт
- Хал Кинг
- Лес Кларк
- Дон Ласк
- Харви Тумс
- Џери Хаткок
- Џорџ Роули (ефекти)
- Ал Демпстер (позадине)
- Телма Витмер (позадине)
- Дик Ентони (позадине)
- Ал Зинен (лејаут)
- Хју Хенеси (лејаут)
- Тор Патнам (лејаут)

## Видео издања
Прво видео издање филма, под насловом C'era Una Volta un Topo, објављено је на видео-касети у Италији 1984. Филм се такође појавио и у Немачкој на ВХС издању Micky, Donald und Goofy im Märchenland.
Бен и ја је у Сједињеним Државама објављен на видео-касети 1987. у оквиру едиције Mini Classics.
Цртани је у Америци објављен на ласердиску Ben and Me / Bongo, као и у Јапану 1986. на издању Once Upon a Mouse.
Премијеру на ДВД формату Бен и ја је имао у децембру 2005. такође у Америци, на издању Disney Rarities Celebrated Shorts, 1920s - 1960s, које је објављено у оквиру петог таласа престижне Дизнијеве ДВД едиције Walt Disney Treasures.
Крајем 2006. поново је објављен на ДВД-у Timeless Tales Vol. 3.

## Гласови
- Миш Амос и наратор: Стерлинг Холовеј / Властимир Ђуза Стојиљковић
- Бенџамин Френклин: Чарлс Раглс / Милутин Мића Татић
- Томас Џеферсон, остали: Ханс Конрид / Љубиша Бачић
- Остали гласови: Бил Томпсон, Стен Фриберг